# Accipiter toussenelii
L'astore di Toussenel (Accipiter toussenelii (J. Verreaux, E. Verreaux e Des Murs, 1855)) è un uccello rapace della famiglia degli Accipitridi originario dell'Africa occidentale e centro-occidentale.

## Descrizione

### Dimensioni
Misura 36–48 cm di lunghezza, per un peso di 150-240 g nei maschi e di 270-365 g nelle femmine; l'apertura alare è di 55–80 cm.

### Aspetto
Sebbene nei rapaci tutte le femmine siano generalmente più grandi dei loro compagni di sesso maschile, questa caratteristica è particolarmente evidente nell'astore di Toussenel. Negli adulti, l'iride, la cera e le zampe sono di colore giallo o giallo-arancio. Nelle razze orientali (toussenelii, canescens), gli adulti presentano parti superiori di colore grigio scuro e una testa più chiara. Le parti inferiori sono di colore rosso uniforme e bianco. La coda è nerastra con due o tre evidenti macchie bianche. I giovani hanno parti superiori nerastre e parti inferiori bianche più o meno macchiate di nero. Anche nelle razze occidentali (macroscelides, lopezi) le parti superiori sono scure, ma la gola è grigiastra e le parti inferiori rosse presentano numerose barre. Tre segni bianchi distinti sono visibili sulle rettrici centrali. I giovani hanno parti superiori bruno-nerastre e parti inferiori fortemente macchiate di marrone.

### Voce
Il suo grido più frequente è un krit ventriloquo e stridulo o un whit più rauco che viene emesso regolarmente ogni 2 o 3 secondi. Questo grido, che viene prodotto all'alba quando l'uccello è appollaiato o eventualmente in volo, funge da segnale di contatto tra i partner. Viene utilizzato anche durante la parata o per marcare il territorio. Il maschio produce un krit o uno tschuck più calmo quando porta il cibo al nido. Anche la femmina emette delle grida meno rauche quando si trova vicino al nido.

## Biologia
L'astore di Toussenel può andare a caccia in qualsiasi momento della giornata, alba e crepuscolo compresi. I loro metodi di caccia sono numerosi, ma la maggior parte delle volte cacciano alla posta, ben nascosti nel fogliame, spesso in prossimità di uno spazio aperto come una pista o uno specchio d'acqua. Volano anche a tutta velocità da un albero all'altro, prestando attenzione a qualsiasi preda che siano in grado di catturare. Costeggiano i margini della foresta con un volo diretto, cercando, con questa strategia, di sorprendere le loro vittime. Si presume che gli astori di Toussenel siano sedentari. Non sono noti movimenti migratori, a parte quelli correlati alla dispersione dei giovani.

### Alimentazione
Gli astori di Toussenel si nutrono principalmente di rane e di granchi d'acqua dolce. Rispetto all'astore africano, catturano insetti di dimensioni maggiori. Consumano inoltre lucertole, lombrichi, piccoli mammiferi e uccelli.

### Riproduzione
La stagione di nidificazione inizia in luglio-agosto e termina a febbraio. A differenza dell'astore africano, questa specie esegue voli di parata solo molto raramente. Il nido è situato ad un'altezza che varia da 6 a 20 metri al di sopra del suolo, su una biforcazione importante o sul ramo laterale di un grande albero. Spesso è nascosto dal fogliame o da piante rampicanti. È una struttura realizzata principalmente con pezzi di legno. Misura circa 50 cm di diametro e da 15 a 45 cm di profondità. L'interno del nido è rivestito con foglie fresche. La femmina vi depone generalmente 2 o 3 uova. Come nella maggior parte degli accipitridi, è lei che si dedica all'incubazione e alla cura dei giovani pulcini, mentre il maschio si occupa di nutrire la covata. Non appena i giovani sono cresciuti, anche la femmina partecipa alla caccia e trasporta qualche preda al nido. L'incubazione dura da 4 a 5 settimane e i giovani astori diventano autonomi dopo 32-36 giorni e acquisiscono il loro piumaggio da adulto quando hanno poco più di un anno.

## Distribuzione e habitat
Gli astori di Toussenel frequentano soprattutto le foreste di pianura, in particolare le foreste pluviali e le foreste secondarie che hanno raggiunto la piena maturità, spesso vicino a corsi d'acqua o a zone paludose. Si trovano anche nelle mangrovie, nelle piantagioni, nei parchi e nei grandi giardini. Gli astori di Toussenel vivono principalmente al di sotto dei 1200 metri, ma in alcuni luoghi possono frequentare anche foreste di montagna fino a 2000 m.
Questo rapace è endemico dell'Africa occidentale. La maggior parte degli autori suddivide la specie in due gruppi contenenti ciascuno due sottospecie: il gruppo orientale, che abita il bacino del Congo, il Gabon e il sud del Camerun, comprende la sottospecie nominale A. t. toussenelii e la sottospecie A. t. canescens. Il gruppo occidentale, diffuso tra l'ovest del Camerun e il Senegal, comprende le sottospecie A.t. macroscelides e A. t. lopezi.

## Tassonomia
Sono ufficialmente riconosciute quattro sottospecie:
- A. t. macroscelides (Hartlaub, 1855), diffusa nelle foreste pluviali comprese tra il Senegambia e il Camerun occidentale;
- A. t. lopezi (Alexander, 1903), diffusa nell'isola di Bioko;
- A. t. toussenelii (J. Verreaux, E. Verreaux e Des Murs, 1855), diffusa dal Camerun meridionale al Gabon e nelle regioni settentrionali e occidentali della Repubblica Democratica del Congo (nel bacino inferiore del Congo);
- A. t. canescens (Chapin, 1921), diffusa nel bacino superiore del Congo (Repubblica Democratica del Congo nord-orientale e Uganda occidentale).